# Cletodes setosus
Cletodes setosus is een eenoogkreeftjessoort uit de familie van de Cletodidae. De wetenschappelijke naam van de soort is voor het eerst geldig gepubliceerd in 1985 door Marinov & Apostolov.